# Aljunrivier
Aljunrivier (Zweeds – Fins: Aljunjoki) is een rivier, die stroomt in de Zweedse  gemeente Pajala. De rivier verzorgt de afwatering van het Aljumeer. Ze stroomt naar het noordoosten en levert na 13,960 kilometer haar water in bij de Merasrivier.
Afwatering: Aljunrivier → Merasrivier → Muonio → Torne → Botnische Golf